# Steven Bergwijn
Steven Bergwijn (ur. 8 października 1997 w Amsterdamie) – holenderski piłkarz pochodzenia surinamskiego grający na pozycji napastnika, reprezentant Holandii.

## Życiorys
W czasach juniorskich trenował w ASC Waterwijk, w AFC Ajax i w PSV Eindhoven. W 2014 roku został zawodnikiem młodzieżowych rezerw tego ostatniego. Rok później został członkiem pierwszego zespołu PSV. W rozgrywkach Eredivisie zadebiutował 10 maja 2015 w wygranym 2:0 spotkaniu z Heraclesem Almelo. 29 stycznia 2020 odszedł za 30 milionów euro do angielskiego Tottenhamu Hotspur. W barwach klubu z Londynu zadebiutował w wygranym 2:0 meczu przeciwko Manchesterowi City – w meczu tym strzelił pierwszą bramkę dla Tottenhamu. 8 lipca 2022 roku przeszedł za 31,25 milionów euro do klubu AFC Ajax.
W reprezentacji Holandii zadebiutował 13 października 2018 w wygranym 3:0 meczu z Niemcami. Grał w nim do 68. minuty, po czym został zmieniony przez Arnauta Groenevelda.

## Statystyki kariery
(aktualne na dzień 18 kwietnia 2020)
| Klub              | Sezon     | Liga     | Liga           | Liga  | Liga | Puchar krajowy | Puchar krajowy | Rozgrywki europejskie | Rozgrywki europejskie | W sumie | W sumie |
| Klub              | Sezon     | Liga     | Liga           | Mecze | Gole | Mecze          | Gole           | Mecze                 | Gole                  | Mecze   | Gole    |
| ----------------- | --------- | -------- | -------------- | ----- | ---- | -------------- | -------------- | --------------------- | --------------------- | ------- | ------- |
| Jong PSV          | 2014/2015 | Holandia | Eerste divisie | 7     | 3    | –              | –              | –                     | –                     | 7       | 3       |
| Jong PSV          | 2015/2016 | Holandia | Eerste divisie | 20    | 9    | –              | –              | –                     | –                     | 20      | 9       |
| Jong PSV          | 2016/2017 | Holandia | Eerste divisie | 4     | 2    | –              | –              | –                     | –                     | 4       | 2       |
| PSV Eindhoven     | 2014/2015 | Holandia | Eredivisie     | 1     | 0    | 1              | 0              | 0                     | 0                     | 2       | 0       |
| PSV Eindhoven     | 2015/2016 | Holandia | Eredivisie     | 5     | 0    | 2              | 0              | 1                     | 0                     | 8       | 0       |
| PSV Eindhoven     | 2016/2017 | Holandia | Eredivisie     | 25    | 2    | 2              | 0              | 6                     | 0                     | 33      | 2       |
| PSV Eindhoven     | 2017/2018 | Holandia | Eredivisie     | 32    | 8    | 2              | 0              | 2                     | 0                     | 36      | 8       |
| PSV Eindhoven     | 2018/2019 | Holandia | Eredivisie     | 33    | 14   | 1              | 0              | 7                     | 1                     | 41      | 15      |
| PSV Eindhoven     | 2019/2020 | Holandia | Eredivisie     | 16    | 5    | 3              | 0              | 10                    | 1                     | 29      | 6       |
| Tottenham Hotspur | 2019/2020 | Anglia   | Premier League | 14    | 3    | 1              | 0              | 1                     | 0                     | 16      | 3       |
| Tottenham Hotspur | 2020/2021 | Anglia   | Premier League | 21    | 1    | 3              | 0              | 11                    | 0                     | 35      | 1       |
| Tottenham Hotspur | 2021/2022 | Anglia   | Premier League | 25    | 3    | 4              | 1              | 3                     | 0                     | 32      | 4       |
| Ajax              | 2022/2023 | Holandia | Eredivisie     | 6     | 6    | 0              | 0              | 2                     | 1                     | 9       | 8       |
| W sumie           | W sumie   | W sumie  | W sumie        | 208   | 55   | 16             | 1              | 43                    | 3                     | 271     | 60      |

## Sukcesy

### PSV Eindhoven
- Mistrzostwo Holandii: 2014/2015, 2015/2016, 2017/2018
- Superpuchar Holandii: 2015, 2016

### Reprezentacyjne
- Wicemistrzostwo Europy U-17: 2014